# Cantó d'Amiens-7 (Sud-Oest)
El cantó d'Amiens-7 (Sud-Oest) és un cantó francès del departament del Somme, situat al districte d'Amiens. Té un municipi i part del d'Amiens.

## Municipis
- Amiens (part)
- Pont-de-Metz

## Història
| Data d'elecció                           | Identitat             | Partit                                  | Qualitat |
| ---------------------------------------- | --------------------- | --------------------------------------- | -------- |
| 1945-1967                                | Maurice Vast          | SFIO                                    |          |
| 1967-1973                                | Yves Mercher          | SFIO                                    |          |
| 1973-1998                                | Gérard Moularde       | UDR, després RPR, després Divers droite |          |
| 1998-1999                                | Eliane Gillet-Miannay | PS                                      |          |
| 1999-2004                                | Marc Thuilot          | UDF                                     |          |
| 2004-                                    | Jean-Pierre Tétu      | EELV                                    |          |
| les dades anteriors no són pas conegudes |                       |                                         |          |
|                                          |                       |                                         |          |